# Vatnsskarð eystra
Vatnsskarð eystra ist ein Bergpass in der Region Austurland im Osten Islands.
Der Pass liegt bei Njarðvík auf dem Weg nach Bakkagerði am Borgarfjörður eystri.
Über ihn verläuft der Borgarfjarðarvegur  die von Egilsstaðir und der Héraðsflói-Bucht über die Dyrfjöll und in die Ostfjorde führt.
Im Jahr 2020 wurde bis in den September Passstraße asphaltiert.
Sie ist steil und kann bei Regenwetter oder im Winter schwer befahrbar sein.
An ihrer höchsten Stelle erreicht sie 431 m.